# José Eduardo Agualusa

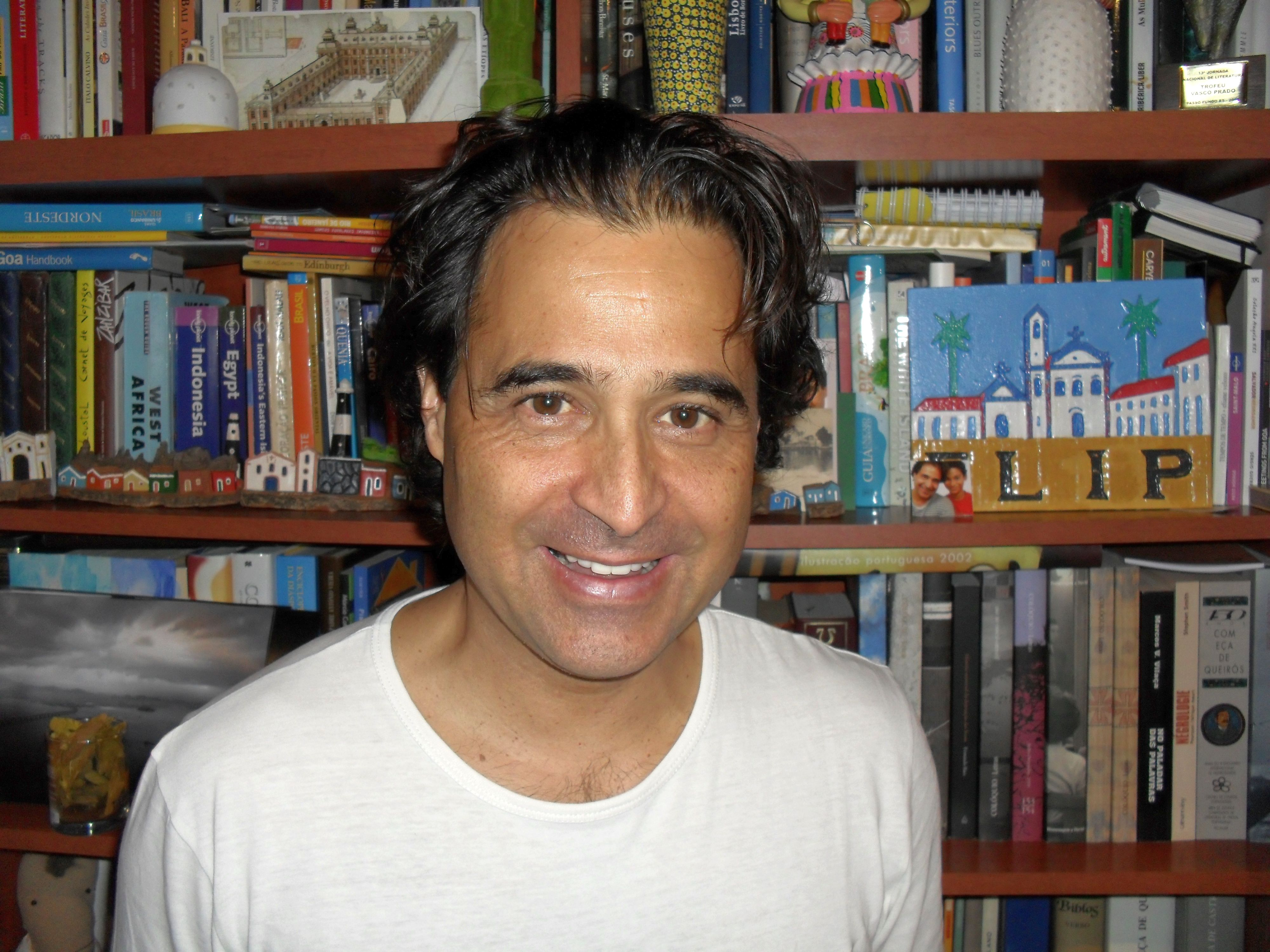
José Eduardo Agualusa.

José Eduardo Agualusa, född den 13 december 1960, är en angolansk författare. Han har studerat och arbetat i Portugal, Brasilien och Goa.
De flesta av Agualusas romaner och berättelser utspelar sig i olika delar av den portugisisktalande världen. Hans stora genombrott kom 1989 med romanen A conjura, som behandlar livet i Luanda under perioden 1880 till 1911. Flera av hans böcker är översatta till svenska.